# Steginoporella vicksburgica
Steginoporella vicksburgica is een uitgestorven mosdiertjessoort uit de familie van de Steginoporellidae. De wetenschappelijke naam van de soort is voor het eerst geldig gepubliceerd in 1920 door Canu & Bassler.